# Джордж Евелін Гатчинсон
Джордж Евелін Гатчинсон (англ. George Evelyn Hutchinson; 30 січня 1903 — 17 травня 1991) — британсько-американський еколог і зоолог, якого інколи називають «батьком» сучасної екології і американської лімнології; член Лондонського Королівського Товариства. Більше шістдесяти років працював над галузями лімнології, системної екології, радіаційної екології, ентомології, генетики, біогеохімії, математичної теорії приросту населення, історії мистецтва, філософії, релігієзнавства й антропології. Відомий своїми дослідженнями із проходження фосфору через озера, хімії і біології озер, теорією міжвидового суперництва, а також працями над систематикою і генетикою комах, зоогеографією та африканськими водяними клопами. Відомий як один із перших, хто поєднав екологію з математикою. Став міжнародним експертом з питань озер і написав чотиритомний «Трактат про лімнологію» (англ. Treatise on Limnology) 1957 року.
Гатчинсон отримав ступінь з зоології в Кембриджському університеті, але зволів не отримувати докторську ступінь, чим став пишатися з віком. Хоча він народився в Англії, він провів майже усе своє професійне життя в Єльському університеті у Сполучених Штатах, де він був стерлінґським професором зоології і зосередився на роботі з аспірантами.

## Життєпис

### Дитинство та навчання
Джордж Гатчинсон народився 30 січня 1903 року в родині Артура та Евалін Д. Гатчинсон. Дитиною зріс у Кембриджі, Англія. Його батько був мінералогом з Кембриджського університету. Гатчинсон виріс в оточенні інтелектуалів, зокрема двох синів Чарлза Дарвіна. Вже з п'яти років Гатчинсон збирав водних істот і вивчав їх в акваріумах, які сам же й виготовляв. Мав молодших брата і сестру. Ранню освіту він здобув у Святій Вірі, а 1917 року продовжив навчання у Школі Ґрешема в Голті графства Норфолк. Ґрешемська школа була прикметною тим, що не зосереджувалася на класиці, а включала інтенсивніші дослідження математики і природничих наук, поряд з сучасними мовами та історією. Саме тут він почав помічати, що в організмів різна хімічна середа існування. Гатчинсона було допущено до вивчення зоології в Еммануель-коледжі при Кембриджському університеті, який успішно закінчив 1925 року.

### Початок професійної кар'єри
Закінчивши навчання, він поїхав до Італії вивчати восьминогів. Потім він вирушив до Південної Африки, де відкрив область лімнології або вивчення прісноводних систем на мілководних озерах недалеко від Кейптауна. Після двох років викладання у Вітватерсрандському університеті в Йоганнесбурзі, він зайняв 1928 року посаду викладача зоології в Єльському університеті, де викладав протягом наступних 43 років. Гатчинсон став міжнародним експертом по озерам і написав чотиритомний трактат по лімнології, перший том котрого було видано 1957 року. Він багато подорожував, досягнувши маловивчених частин світу і написав свою першу книгу з екології високогірних озер Індії. У Єльському університеті його аспіранти зрушили його на дослідження нових областей.

### Історія досліджень

#### Італійське стажування
У віці двадцяти двох років, закінчивши Кембридж, Гатчинсон поїхав в Італію за програмою вищої освіти Рокфеллера, щоб працювати на Зоологічній станції (італ. Stazione Zoologica). Його цікавило дослідження зябрової залози восьминога. Він хотів встановити ендокринну функцію у вищих безхребетних. Він міркував, що зяброва залоза восьминога є ендокринною залозою, але нестача восьминогів поклала кінець цим дослідженням. Надалі він ще багато разів повертався до Італії для вивчення італійського мистецтва, фольклору та свого італійського походження.

#### Викладання у Південній Африці
1926 року він подав заявку на викладання у Вітватерсрандському університеті в Йоганнесбурзі. Так, він читав лекції протягом двох років, перш ніж його звільнили, проте він продовжив вивчати південноафриканських водяних клопів. Коли він почав свої дослідження, було відомо чотирнадцять видів, а коли він завершив — їх стало майже сорок. Саме тут Гатчинсон відкрив лімнологію, або вивчення прісних вод. Разом зі своєю майбутньою першою дружиною Ґрейс Пікфорд він вивчав хімію і біологію прибережних озер. Він дуже цікавився лімнології, оскільки в ній поєдналися всі його інтереси, такі як природознавство, водні безхребетні і хімія. Його залучили відмінності в хімічному складі, флорі і фауні різних джерел води.

#### Індійська експедиція
1932 року Гатчинсон приєднався до Єльської експедиції в Північну Індію. Він хотів першим провести екологічні спостереження за високогірними озерами і порівняти їх з низинними. Робота дала уявлення щодо біогеографії і нові дані з лімнології високогір'їв. У більшості озер не було риби, а головними хижаками були ракоподібні. У листах дружині він описував різний хімічний склад води від озер в Індії до озер Південної Африки. Він зібрав сотні зразків для аналізу фахівцями. Ця експедиція надала матеріалу для його першої книги «Ясне дзеркало» (англ. The Clear Mirror), в котрій він описав барви, організми, екологію і народи Ладакха.

#### Лімнологія та трофічний динамічний потік енергії
Велику частину вкладу Гатчинсона в американську лімнології було отримано внаслідок досліджень на ставку Лінслі в Коннектикуті. На невеличких озерах проводилися дослідження хімічної стратифікації, нестачі кисню, продуктивності і екологічного значення окислювально-відновного потенціалу озерних вод. Його чотиритомний «Трактат по лімнології» (англ. Treatise on Limnology) став взірцем для тих, хто вивчає лімнології. Гатчинсон розширив область лімнології, особливо в її екологічних і біогеохімічних аспектах. Він виступав за використання статистичних і математичних методів в лімнології. Його науковий співробітник Реймонд Ліндеман розвинув модель трофічної динаміки Гатчинсона. Разом вони вивчили потоки енергії через озеро на трофічних рівнях екосистем. Вони відстежували енергію, використовуючи систему позначень Гатчинсона, в якій кожному організму давалося ціле число, і підраховувалася через скільки організмів мала пройти енергія, аби досягти певного організму, що і позначало ентрофічний рівень останнього. Потім стало можливим виміряти дієвість цієї системи і втрати енергії між висхідними трофічними рівнями.

#### Радіоізотопи
Гатчинсон також відомий як перший, хто використовував радіоізотопи як індикатори в польових дослідженнях. При цьому йому разом зі своїм аспірантом Воаном Бовеном (англ. Vaughan Bowen) приписують створення радіаційної екології, цілковито нової важливої галузі екології. Він знову звернувся до ставка Лінслі, розділив двадцять чотири порції радіоізотопів двома рядами і рівномірно розподілив по воді, через тиждень двоє вчених зібрали воду на різних глибинах озера. Потім під час випаровування вони виміряли радіоактивність, яку визнали статистично значущою. Як виявилося, частину ізотопів поглинули мілководні водорості озера.

#### Екологія
Гатчинсон і його аспіранти інтелектуалізували американську екологію, «змусивши її практиків зіткнутися з усіма процесами, які змінювали екологічні системи, незалежно від того, чи були ці процеси біологічними, фізичними або геологічними». Він спирався на ідею Чарльза Елтона про екологічну нішу. Він визначив її як «надзвичайно абстрактний багатовимірний гіперпростір, в якому потреби і властивості організму визначалися як виміри». Гатчинсон створив ідею «кругових причинних систем» (англ. Circular Causal Systems), тісного зв'язку між біологічними та фізичними процесами, і що діяльність організмів врівноважує вплив на кругообіг хімічних речовин організму. Також він висловив, що зміни в біологічній продуктивності були пов'язані зі змінами доступних поживних речовин. Він стверджував, що умови, в яких існують організми, є системами петель зворотного зв'язку. На його думку, існували і живі, і неживі системи зворотного зв'язку, які слідували одним і тим же механічним принципам. Це призвело до розвитку системної екології його учнем Говардом Одумом спільно зі своїм братом Юджином Одумом.

### Особисте життя
Джордж Гатчинсон одружувався тричі. Його першою дружиною була Ґрейс Евелін Пікфорд (англ. Grace Evelyn Pickford). Ґрейс теж здобула освіту в Кембриджі і також стала відомою вченою. Вони були одружені з 1931 по 1933 рік, після чого погодилися на розлучення. Свою другу дружину, Марґарет Сіл (англ. Margaret Seal), він зустрів на кораблі, що повертався в Англію з Індії. Вона була музикантом, і вони поділяли любов до музики, письменства та мистецтва. Вони були одружені п'ятдесят років і не мали дітей. Марґарет померла від хвороби Альцгеймера 1983 року. Третій шлюб Гатчинсона відбувся, коли йому було близько вісімдесяти років, з Енн Твітті (англ. Anne Twitty), біологом гаїтянського походження.
1941 року став громадянином Сполучених Штатів Америки.
Після виходу на пенсію, він провів більшу частину свого часу в Англії. Був літературним душоприказником для праць Ребекки Вест. Переживши усіх трьох своїх дружин, помер у Лондоні 17 травня 1991 року.

### Спадщина
Завдяки Гатчинсону європейське ставлення до екології проникло в Америку. До Гатчинсона екологія і природознавство там вважалися тотожніми. Після нього стало долучним вивчати фізичні і хімічні властивості екосистем як такі. Гатчинсон також підняв питання щодо зміни клімату за 30 років до того, як проблема стала популярною. Ще 1947 року він вчив своїх студентів, що збільшення вмісту вуглекислого газу в атмосфері призведе до глобального підвищення температури. Він розглядав причини виникнення і способи запобігання вимиранням, управління ресурсами і соціальну антропологію культур, що перебувають під загрозою зникнення, за десятиліття до того, як вони привернули увагу кризисами. Він вплинув на безліч різних областей екології, завдяки чому його назвали «батьком сучасної екології». Багато його аспірантів зробили кар'єру у сфері екології. Він був першим, хто описав і вирішив парадокс планктону 1961 року. 
1982 році Американське товариство лімнології і океанографії, яке нині іменується Асоціацією наук лімнології і океанографії, удостоїло Гатчинсона нагороди, заснувавши Премію імені Дж. Евеліна Гатчинсона, одну з головних нагород Товариства, яку щорічно присуджують за видатні досягнення в лімнології або океанографії.

### Нагороди
1949 року Гатчинсон був обраний до Американської академії мистецтв і наук і 1950 року до Національної академії наук Сполучених Штатів. Він був нагороджений премією Лейді 1952 року Академією природничих наук Філадельфії. 1984 року Національна академією наук США нагородила його медаллю імені Даніеля Жиро Елліота. Його запросили до Лондонського королівського товариства 1983 року, нагороджено премією Кіото 1986 року і посмертно Національною медаллю науки США 1991 року.

## Публікації
Окрім багатьох наукових праць, опублікованих Гатчинсоном:
- The Clear Mirror (1936)
- The Itinerant Ivory Tower (1953)
- A Preliminary List of the Writings of Rebecca West, 1912-51 (1957)
- A Treatise on Limnology (1957, 1967, 1975, 1993)

Vol I Geography, Physics and Chemistry (1957)
Vol II Introduction to Lake Biology and the Limnoplankton (1967)
Vol III Limnological Botany (1975)
Vol IV The Zoobenthos (1993)
- The Enchanted Voyage (1962)
- The Ecological Theater and the Evolutionary Play (1965)
- Introduction to Population Ecology (1978) and
- The Kindly Fruits of the Earth: Recollections of an Embryo Ecologist (Yale University Press, 1979)

## Зовнішні посилання
- G. Evelyn Hutchinson [Архівовано 7 травня 2017 у Wayback Machine.]
- Announcement of Yale's G. Evelyn Hutchinson Memorial Symposium [Архівовано 19 квітня 2009 у Wayback Machine.]
- Encyclopaedia Britannica Online: G. Evelyn Hutchinson [Архівовано 6 січня 2008 у Wayback Machine.]